# سیاه‌چقا (صحنه)
سیاه‌چقا (صحنه)، روستایی از توابع بخش مرکزی شهرستان صحنه در استان کرمانشاه ایران است.

## جمعیت
این روستا در دهستان صحنه قرار دارد و براساس سرشماری مرکز آمار ایران در سال ۱۳۸۵، جمعیت آن ۶۵۹ نفر (۱۵۱خانوار) بوده‌است.